# Un voisin trop charmant
Pour les articles homonymes, voir The Boys Next Door.
Un voisin trop charmant (The Boy Next Door) est un téléfilm canadien réalisé par Neill Fearnley et diffusé en 2008.

## Fiche technique
- Scénario : Peter Layton
- Durée : 89 min
- Pays :  Canada

## Distribution
- Dina Meyer (VF : Laura Blanc) : Sara Wylde
- Christopher Russell : Michael Ellory
- Woody Jeffreys : Darren Sayers
- Marc Menard : Dave Walsh
- Richard Keats : Maire Alan Warner
- Crystal Lowe : Nicole Warner
- Cory Monteith : Jason
- Neill Fearnley : Bruce Turnbull
- Frances Flanagan (VF : Marie-Martine) : Beatrix Turnbull
- Barclay Hope : Edward Ellory
- Karin Konoval : Lillian
- Sheelah Megill : Marie
- Alain Chanoine : Wilbur
- Mike Coleman (VF : Vincent Ropion) : Lewis